# Élections générales espagnoles de 2016 en Aragon
Les élections générales espagnoles de 2016 (en espagnol : Elecciones generales de España de 2016) se sont tenues le dimanche 26 juin 2016 afin d'élire les 350 députés et 208 des 266 sénateurs de la XIIe législature des Cortes Generales. 13 députés sont élus en Aragon.

## Résultats
| Parti                  | Parti                                                   | Voix      | %     | +/-  | Sièges | +/-           |
| ---------------------- | ------------------------------------------------------- | --------- | ----- | ---- | ------ | ------------- |
|                        | Liste commune PP-PAR                                    | 252 456   | 35,81 | 4,50 | 6      | en stagnation |
|                        | Parti socialiste ouvrier espagnol (PSOE)                | 174 960   | 24,82 | 1,77 | 4      | en stagnation |
|                        | Unidos Podemos (UP) (Pod.-IU-Equo)                      | 139 187   | 19,74 | 5,02 | 2      | en stagnation |
|                        | Ciudadanos (Cs)                                         | 114 239   | 16,21 | 1,01 | 1      | en stagnation |
|                        | Parti animaliste contre la maltraitance animale (PACMA) | 6 336     | 0,90  | 0,19 | 0      | en stagnation |
|                        | Sièges en blanc (EB)                                    | 3 764     | 0,53  | 0,01 | 0      | en stagnation |
|                        | Vox                                                     | 2 013     | 0,29  | 0,04 | 0      | en stagnation |
|                        | Union, progrès et démocratie (UPyD)                     | 1 634     | 0,23  | 0,56 | 0      | en stagnation |
|                        | Recortes Cero-Grupo Verde (RC-GV)                       | 1 478     | 0,21  | 0,01 | 0      | en stagnation |
|                        | Parti communiste des peuples d'Espagne (PCPE)           | 984       | 0,14  | 0,02 | 0      | en stagnation |
|                        | Mouvement social aragonais 90MAS                        | 723       | 0,10  | Nv.  | 0      | en stagnation |
|                        | Autres partis                                           | 1 135     | 0,16  | -    | 0      | -             |
|                        | Vote blanc                                              | 6 032     | 0,86  | 0,07 |        |               |
|                        |                                                         |           |       |      |        |               |
| Suffrages exprimés     | Suffrages exprimés                                      | 704 941   | 99,13 |      |        |               |
| Votes nuls             | Votes nuls                                              | 6 153     | 0,87  |      |        |               |
| Total                  | Total                                                   | 711 094   | 100   | -    | 13     | en stagnation |
| Abstention             | Abstention                                              | 305 896   | 30,08 |      |        |               |
| Inscrits/Participation | Inscrits/Participation                                  | 1 016 990 | 69,92 |      |        |               |

### Résultats par provinces

#### Huesca
| Parti                  | Parti                                                   | Voix    | %     | +/-  | Sièges | +/-           |
| ---------------------- | ------------------------------------------------------- | ------- | ----- | ---- | ------ | ------------- |
|                        | Liste commune PP-PAR                                    | 42 332  | 36,22 | 3,68 | 1      | en stagnation |
|                        | Parti socialiste ouvrier espagnol (PSOE)                | 29 915  | 25,59 | 0,88 | 1      | en stagnation |
|                        | Unidos Podemos (UP) (Pod.-IU-Equo)                      | 22 430  | 19,19 | 4,04 | 1      | en stagnation |
|                        | Ciudadanos (Cs)                                         | 17 934  | 15,34 | 0,86 | 0      | en stagnation |
|                        | Parti animaliste contre la maltraitance animale (PACMA) | 909     | 0,78  | 0,07 | 0      | en stagnation |
|                        | Sièges en blanc (EB)                                    | 487     | 0,42  | 0,03 | 0      | en stagnation |
|                        | Vox                                                     | 399     | 0,34  | Nv.  | 0      | en stagnation |
|                        | Entabán                                                 | 377     | 0,32  | Nv.  | 0      | en stagnation |
|                        | Parti communiste des peuples d'Espagne (PCPE)           | 349     | 0,30  | 0,09 | 0      | en stagnation |
|                        | Union, progrès et démocratie (UPyD)                     | 239     | 0,20  | 0,48 | 0      | en stagnation |
|                        | Recortes Cero-Grupo Verde (RC-GV)                       | 216     | 0,18  | 0,02 | 0      | en stagnation |
|                        | Mouvement social aragonais (MAS)                        | 93      | 0,08  | Nv.  | 0      | en stagnation |
|                        | Vote blanc                                              | 1 204   | 1,03  | 0,01 |        |               |
|                        |                                                         |         |       |      |        |               |
| Suffrages exprimés     | Suffrages exprimés                                      | 116 884 | 99,04 |      |        |               |
| Votes nuls             | Votes nuls                                              | 1 134   | 0,96  |      |        |               |
| Total                  | Total                                                   | 118 018 | 100   | -    | 3      | en stagnation |
| Abstention             | Abstention                                              | 55 528  | 32,00 |      |        |               |
| Inscrits/Participation | Inscrits/Participation                                  | 173 546 | 68,00 |      |        |               |

#### Teruel
| Parti                  | Parti                                                   | Voix    | %     | +/-  | Sièges | +/-           |
| ---------------------- | ------------------------------------------------------- | ------- | ----- | ---- | ------ | ------------- |
|                        | Liste commune PP-PAR                                    | 30 913  | 41,26 | 4,86 | 2      | en stagnation |
|                        | Parti socialiste ouvrier espagnol (PSOE)                | 19 724  | 26,33 | 0,67 | 1      | en stagnation |
|                        | Unidos Podemos (UP) (Pod.-IU-Equo)                      | 12 558  | 16,76 | 3,57 | 0      | en stagnation |
|                        | Ciudadanos (Cs)                                         | 9 871   | 13,18 | 1,53 | 0      | en stagnation |
|                        | Parti animaliste contre la maltraitance animale (PACMA) | 402     | 0,54  | 0,06 | 0      | en stagnation |
|                        | Sièges en blanc (EB)                                    | 245     | 0,33  | 0,07 | 0      | en stagnation |
|                        | Phalange espagnole (FE-JONS)                            | 160     | 0,21  | Nv.  | 0      | en stagnation |
|                        | Recortes Cero-Grupo Verde (RC-GV)                       | 125     | 0,17  | 0,01 | 0      | en stagnation |
|                        | Autres partis                                           | 220     | 0,29  | -    | 0      | -             |
|                        | Vote blanc                                              | 704     | 0,94  | 0,20 |        |               |
|                        |                                                         |         |       |      |        |               |
| Suffrages exprimés     | Suffrages exprimés                                      | 74 922  | 98,67 |      |        |               |
| Votes nuls             | Votes nuls                                              | 1 010   | 1,33  |      |        |               |
| Total                  | Total                                                   | 75 932  | 100   | -    | 3      | en stagnation |
| Abstention             | Abstention                                              | 33 448  | 30,58 |      |        |               |
| Inscrits/Participation | Inscrits/Participation                                  | 109 380 | 69,42 |      |        |               |

#### Saragosse
| Parti                  | Parti                                                   | Voix    | %     | +/-  | Sièges | +/-           |
| ---------------------- | ------------------------------------------------------- | ------- | ----- | ---- | ------ | ------------- |
|                        | Liste commune PP-PAR                                    | 179 211 | 34,92 | 4,63 | 3      | en stagnation |
|                        | Parti socialiste ouvrier espagnol (PSOE)                | 125 321 | 24,42 | 2,14 | 2      | en stagnation |
|                        | Unidos Podemos (UP) (Pod.-IU-Equo)                      | 104 199 | 20,31 | 5,44 | 1      | en stagnation |
|                        | Ciudadanos (Cs)                                         | 86 434  | 16,84 | 0,98 | 1      | en stagnation |
|                        | Parti animaliste contre la maltraitance animale (PACMA) | 5 025   | 0,98  | 0,22 | 0      | en stagnation |
|                        | Sièges en blanc (EB)                                    | 3 032   | 0,59  | 0,03 | 0      | en stagnation |
|                        | Vox                                                     | 1 614   | 0,31  | 0,04 | 0      | en stagnation |
|                        | Union, progrès et démocratie (UPyD)                     | 1 395   | 0,27  | 0,58 | 0      | en stagnation |
|                        | Recortes Cero-Grupo Verde (RC-GV)                       | 1 137   | 0,22  | 0,02 | 0      | en stagnation |
|                        | Mouvement social aragonais (MAS)                        | 568     | 0,11  | Nv.  | 0      | en stagnation |
|                        | Parti communiste des peuples d'Espagne (PCPE)           | 564     | 0,11  | 0,05 | 0      | en stagnation |
|                        | Indépendants pour l’Aragon (IpA)                        | 511     | 0,10  | 0,01 | 0      | en stagnation |
|                        | Vote blanc                                              | 4 124   | 0,80  | 0,07 |        |               |
|                        |                                                         |         |       |      |        |               |
| Suffrages exprimés     | Suffrages exprimés                                      | 513 135 | 99,22 |      |        |               |
| Votes nuls             | Votes nuls                                              | 4 009   | 0,78  |      |        |               |
| Total                  | Total                                                   | 517 144 | 100   | -    | 7      | en stagnation |
| Abstention             | Abstention                                              | 216 920 | 29,55 |      |        |               |
| Inscrits/Participation | Inscrits/Participation                                  | 734 064 | 70,45 |      |        |               |